# Accords de Tamanrasset en 1991
Les accords de Tamanrasset du 6 janvier 1991, signés sous médiation algérienne dans cette ville, par le colonel Ousmane Coulibaly, chef d’état-major général des armées du Mali et Iyad Ag Ghali qui dirigeait les insurgés Touaregs, visent à mettre un terme à la rébellion touarègue de 1990-1991. Ils entraînent la démilitarisation des régions de Kidal, Gao et Tombouctou, les trois régions du Nord, à savoir 797 000 km2.
Après ces accords, le Mouvement national pour la libération de l'Azawad se scinda en plusieurs groupes : le Front populaire de libération de l'Azawad (FPLA), l'armée révolutionnaire de libération de l'Azawad (l'ARLA) et le Mouvement populaire de l'Azawad (MPA) d'Iyad Ag Ghali.
Pour Albert Bourgi, cet accord au même titre que le pacte national du 12 avril 1992 ainsi que les accords d’Alger du 4 juillet ont eu pour conséquence de retirer la souveraineté de l'Etat malien au nord mali.